# 이용구 (1964년)
이용구(李容九, 1964년 7월 10일~)는 대한민국 판사 출신의 변호사이다. 대한민국 제63대 법무부 차관이다.
인천지방법원에서 판사 생활을 시작, 1994년부터 약 20년 간 법원에서 재직하였다. 2017년 8월, 법무부 법무실장에 임명, 2년 8개월을 근무하였다. 이후 2020년 12월 법무부 차관에 임명되었다. 검사 출신이 아닌 법무부 차관은 김영환 차관(정무차관) 이후 60년 만이다.

## 주요 경력

### 주요 이력
- 인천지방법원 예하 판사
- 서울중앙지방법원 예하 북부지원 소속 판사
- 전라북도 전주지방법원 정읍지원 예하 부안군 고창군 담당 판사
- 전라북도 전주지방법원 예하 부장판사
- 광주지방법원 예하 부장판사
- 사법연수원 교수
- 법무법인 엘케이비앤파트너스 대표 변호사
- 법무부 예하 법무실 실장
- 법무부 차관[1]
- 법무부 장관 직무대리
- 세월호 참사 진상규명을 위한 특별검사 후보 추천위원회 위원

### 학력
- 서울 대원고등학교 졸업
- 서울대학교 공법학과 학사
- 고려대학교 노동대학원 사회과학 석사